# 太田椋
太田 椋（おおた りょう、2001年2月14日 - ）は、大阪府羽曳野市出身のプロ野球選手（内野手）。右投右打。オリックス・バファローズ所属。
元近鉄バファローズの選手（内野手）で、オリックス打撃投手の太田暁は実父に当たる。

## 経歴

### プロ入り前
前述した経歴を持つ実父・暁への憧れから、羽曳野市立高鷲南小学校3年時から軟式野球を始めると、羽曳野市立高鷲南中学校時代は羽曳野ボーイズでプレー。2012年のオールスターゲーム第1戦では始球式を任された。3年時の2015年には、ジャイアンツカップでチームを優勝に導いた。さらに、小園海斗・野村大樹などと共に、野球日本代表の一員として U-15アジアチャレンジマッチ（松山坊っちゃんスタジアム）に出場した。
天理高等学校への進学後は、1年時の春から対外試合でベンチ入りを果たすと、夏の選手権奈良大会から正遊撃手に定着。2年夏には、選手権奈良大会の優勝を経て臨んだ第99回全国高等学校野球選手権大会で、チームの準決勝進出に貢献した。主将として臨んだ3年夏の選手権奈良大会では決勝で姿を消したものの、大会通算5試合の出場で、打率.333（21打数7安打）、2本塁打、8打点という好成績を残すとともに、遊撃の守備を無失策で凌いだ。
2018年10月25日に行われたドラフト会議では、暁が打撃投手として在籍するオリックス・バファローズから1位指名を受け、契約金8500万円、年俸800万円（金額は推定）という条件で入団した。背番号は31。

### オリックス時代
2019年のルーキーイヤーは、春季キャンプを二軍で過ごす。紅白戦を含む実戦5試合で15打数6安打2打点を記録したことを受けて、3月9日には、読売ジャイアンツとのオープン戦（京セラドーム大阪）での一軍デビューが予定されていたが前日（3月8日）に出場した教育リーグの対福岡ソフトバンクホークス戦（オセアンバファローズスタジアム舞洲）で、千賀滉大から右腕に死球を受けて途中交代。その後の検査で、右尺骨骨幹部の骨折が判明し、3か月ものリハビリを余儀なくされた。骨折が癒えた6月上旬からウエスタン・リーグの公式戦に復帰し、9月14日の対東北楽天ゴールデンイーグルス戦（京セラドーム）で、「8番・遊撃手」として一軍公式戦にデビュー。以降も5試合に出場したが、一軍公式戦での初安打には至らなかった。ウエスタン・リーグ公式戦には64試合へ出場。同期入団の宜保翔とのコンビで二遊間を守ることが多く、遊撃手としてリーグ3位の14失策を記録したものの、打撃面では打率.258、チーム2位の6本塁打という成績を残した。
2020年、春季キャンプのスタートを初めて一軍で迎えたが、右太腿を痛めて途中離脱する。レギュラーシーズンの開幕直前に一軍へ再び合流すると、一軍の対外試合で初めての本塁打を広島東洋カープとの練習試合で記録したが、開幕は二軍で迎えた。7月16日に一軍へ昇格すると、同日の対ソフトバンク戦（京セラドーム）に「9番・三塁手」として先発出場。2回裏の第1打席で、一軍公式戦での初安打をリック・バンデンハークからのソロ本塁打で記録した。この一打は、21世紀生まれの選手によるNPB一軍公式戦での初本塁打でもある。さらに、19歳5か月で迎えた翌17日の同カードで2号本塁打を放ち、前身球団を含めたオリックスの10代選手としては初めての一軍公式戦2試合連続本塁打を記録した。チーム事情などとの兼ね合いで、8月13日に出場選手登録をいったん抹消。9月20日に再び登録されると、「3番・二塁手」として先発出場した同日の対埼玉西武ライオンズ戦（京セラドーム）1回裏の第1打席で、松本航からドームの左翼5階席に飛び込む特大の3号本塁打を放った。しかし、同月25日の対北海道日本ハムファイターズ戦（京セラドーム）3回裏二死一・二塁で二塁走者として伏見寅威の内野ゴロで三塁への進塁を試みたところ、ゴロを捕球した日本ハムの三塁手クリスチャン・ビヤヌエバと交錯（記録は太田の守備妨害）。グラウンドで頭を打ち付けたまま自力で起き上がれなくなったため、グラウンド上から担架で病院に搬送された。搬送先の病院で検査を受けた結果、頭部や脳に異常は見られないものの、右の肋骨を骨折していることが判明した。
2021年、3月26日の西武戦（メットライフ）に「2番・二塁」で開幕スタメン出場を果たすが、守備面でのミスが目立ち、二軍降格を経験。53試合で打率・172、3本塁打、9打点だった。シーズン3本塁打をすべて、優勝を争った千葉ロッテマリーンズ戦で放った。東京ヤクルトスワローズとの日本シリーズ第5戦（東京ドーム）では、石山泰稚からの適時三塁打を放つ。
2022年、この年は二塁をメインに起用されるもチームメイトの安達了一、一塁手では中川圭太、T-岡田らに引けを取り、前年より出場機会が減少。最終的に32試合に出場、打率.196、1本塁打、5打点という成績で終わった。チームは最終戦でリーグ2連覇を果たし、CSも順調に勝ち進んだ。2年連続となった東京ヤクルトスワローズとの日本シリーズ第7戦（神宮球場）では1番・一塁手で起用されるとサイスニードから日本シリーズ史上初となる初回初球先頭打者本塁打を記録した。この本塁打からオリックスはさらに点を奪い、第7戦を5-4で制し26年ぶり5度目の日本一を達成した。
2023年は、4月5日に登録されると1番打者として出場を続け、4月29日のロッテ戦（京セラ）ではC.C.メルセデスから同点適時二塁打を放ったが、左手首付近の違和感を訴え途中交代。左尺側手根伸筋腱炎と診断され、翌30日に登録抹消された。その後、8月2日の二軍戦で実戦復帰し、8月8日から一軍に合流していたが、8月13日の楽天戦（楽天モバイルパーク）で再び左手首の違和感を訴え途中交代。8月15日に登録抹消され、9月12日に左尺側手根伸筋腱鞘形成術を行いそのままシーズンを終えた。
2024年は、開幕一軍を迎えるが、打率1割台と結果が残せず5月5日に登録抹消される。二軍で22打数10安打と結果を残し、5月17日に再び一軍に昇格すると、18日の楽天戦（京セラ）では逆転の2点適時打を放ち、前日まで4連敗で貧打に苦しんでいた打線に勢いをもたらした。5月30日の広島戦（MAZDA Zoom-Zoom スタジアム広島）では、2回に自身の失策で先制されてしまうが、1点差を追う7回に回ってきた一死満塁の場面で塹江敦哉から2点適時打を放ち、チームは逆転勝利。6月6日の横浜DeNAベイスターズ戦（横浜スタジアム）では、1点差を追う5回にアンドレ・ジャクソンから逆転の2点本塁打を放ち、またしても3連敗中で得点不足に苦しんでいたチームを逆転打で救った。その後も3割近い打率とチームトップの打点を記録するなど活躍を見せ、オールスターゲームに補充選手として初選出されたが、7月21日の楽天戦（ほっともっとフィールド神戸）で走塁の際に足を痛めて途中交代し、翌22日に右踵骨骨挫傷でオールスター出場辞退が発表された。同日、一軍登録を抹消された。8月23日に再び一軍に合流すると、25日のロッテ戦ではチーム30イニングぶりとなる適時二塁打を放ちチームを勝利に導いた。その後もスタメン出場を続けていたが、10月6日、シーズン最終戦当日に下半身のコンディション不良で登録を抹消された。最終的に91試合の出場で打率.288、6本塁打、40打点と自己最多の成績を記録した。
2025年は、3月に開催されたラグザス 侍ジャパンシリーズ2025オランダ代表戦で日本代表に選出された。開幕戦となった3月28日の楽天戦（京セラドーム）では早川隆久から初打席でチーム第1号となる本塁打を放った。3、4月は打率.411の4割台を維持し初の月間MVPを受賞した。同年のオールスターゲームにはファン投票、選手間投票の双方で二塁手部門で選出され、第1戦に9番・二塁手で先発出場。オールスター初出場をくしくも13年前のオールスターで始球式を務めた京セラドーム大阪で果たし、オールスター初打席初安打も記録した。8月17日の西武戦（京セラドーム）で隅田知一郎から自身初の満塁本塁打を放った。

## 選手としての特徴
走攻守とも能力の高い大型遊撃手で、高校時代には、対外試合で通算31本塁打を記録。逆方向にも長打を打つことの出来るリストの強さとボール球を見極めることが出来る選球眼を持ち合わせている。
三遊間の深い守備位置からの送球で、打者走者から一塁でアウトを奪えるほどの強肩の持ち主でもある。

## 人物・エピソード
愛称は「タマル」。
実父の暁は投手出身で、近鉄への入団を機に内野手へ転向した後に、2005年から打撃投手としてオリックス・バファローズに在籍している。その関係で、椋がドラフト会議でオリックスから指名された直後や、入団が決まった後の記者会見には暁も同席。以降も、春季キャンプなどの折に、2人揃って取材に応じている。暁は一軍の打撃投手として主力選手の打撃練習を任されることが多いが、椋が一軍へ昇格した場合には、試合前の打撃練習で椋の相手も務めることがある。2025年に初出場したオールスターゲームでも、試合前のフリー打撃の打撃投手を暁が務めたが、このとき椋は「最近、打ってなかったので、久々です。慣れているので打ちやすかった。（球宴での共演に）うれしいです」と取材に答えている。

## 詳細情報

### 年度別打撃成績
| 年 度     | 球 団      | 試 合 | 打 席 | 打 数 | 得 点 | 安 打 | 二 塁 打 | 三 塁 打 | 本 塁 打 | 塁 打 | 打 点 | 盗 塁 | 盗 塁 死 | 犠 打 | 犠 飛 | 四 球 | 敬 遠 | 死 球 | 三 振 | 併 殺 打 | 打 率 | 出 塁 率 | 長 打 率 | O P S |
| --------- | ---------- | ----- | ----- | ----- | ----- | ----- | -------- | -------- | -------- | ----- | ----- | ----- | -------- | ----- | ----- | ----- | ----- | ----- | ----- | -------- | ----- | -------- | -------- | ----- |
| 2019      | オリックス | 6     | 16    | 13    | 1     | 0     | 0        | 0        | 0        | 0     | 0     | 0     | 0        | 0     | 0     | 2     | 0     | 1     | 7     | 0        | .000  | .188     | .000     | .188  |
| 2020      | オリックス | 20    | 61    | 54    | 6     | 14    | 2        | 0        | 3        | 25    | 5     | 0     | 0        | 2     | 0     | 4     | 0     | 1     | 19    | 0        | .259  | .322     | .463     | .785  |
| 2021      | オリックス | 53    | 159   | 151   | 10    | 26    | 2        | 0        | 3        | 37    | 9     | 1     | 0        | 4     | 0     | 4     | 0     | 0     | 44    | 3        | .172  | .194     | .245     | .439  |
| 2022      | オリックス | 32    | 101   | 92    | 7     | 18    | 6        | 0        | 1        | 27    | 5     | 0     | 0        | 3     | 0     | 6     | 0     | 0     | 22    | 0        | .196  | .245     | .293     | .538  |
| 2023      | オリックス | 18    | 70    | 60    | 9     | 15    | 3        | 0        | 2        | 24    | 7     | 0     | 0        | 4     | 0     | 3     | 0     | 3     | 8     | 1        | .250  | .318     | .400     | .718  |
| 2024      | オリックス | 91    | 369   | 333   | 39    | 96    | 16       | 3        | 6        | 136   | 40    | 4     | 3        | 4     | 4     | 27    | 0     | 1     | 66    | 10       | .288  | .340     | .408     | .748  |
| 通算：6年 | 通算：6年  | 220   | 776   | 703   | 72    | 169   | 29       | 3        | 15       | 249   | 66    | 5     | 3        | 17    | 4     | 46    | 0     | 6     | 166   | 14       | .240  | .291     | .344     | .635  |

- 2024年度シーズン終了時

### 年度別守備成績
| 年 度 | 球 団      | 一塁  | 一塁  | 一塁  | 一塁  | 一塁  | 一塁     | 二塁  | 二塁  | 二塁  | 二塁  | 二塁  | 二塁     | 三塁  | 三塁  | 三塁  | 三塁  | 三塁  | 三塁     | 遊撃  | 遊撃  | 遊撃  | 遊撃  | 遊撃  | 遊撃     |
| 年 度 | 球 団      | 試 合 | 刺 殺 | 補 殺 | 失 策 | 併 殺 | 守 備 率 | 試 合 | 刺 殺 | 補 殺 | 失 策 | 併 殺 | 守 備 率 | 試 合 | 刺 殺 | 補 殺 | 失 策 | 併 殺 | 守 備 率 | 試 合 | 刺 殺 | 補 殺 | 失 策 | 併 殺 | 守 備 率 |
| ----- | ---------- | ----- | ----- | ----- | ----- | ----- | -------- | ----- | ----- | ----- | ----- | ----- | -------- | ----- | ----- | ----- | ----- | ----- | -------- | ----- | ----- | ----- | ----- | ----- | -------- |
| 2019  | オリックス | -     | -     | -     | -     | -     | -        | -     | -     | -     | -     | -     | -        | -     | -     | -     | -     | -     | -        | 6     | 8     | 12    | 1     | 3     | .952     |
| 2020  | オリックス | -     | -     | -     | -     | -     | -        | 6     | 7     | 12    | 0     | 3     | 1.000    | 10    | 4     | 10    | 2     | 2     | .875     | 7     | 6     | 9     | 0     | 1     | 1.000    |
| 2021  | オリックス | 1     | 3     | 1     | 0     | 1     | 1.000    | 49    | 76    | 131   | 5     | 30    | .976     | 3     | 0     | 1     | 0     | 0     | 1.000    | -     | -     | -     | -     | -     | -        |
| 2022  | オリックス | 7     | 19    | 1     | 0     | 2     | 1.000    | 24    | 42    | 65    | 1     | 12    | .991     | -     | -     | -     | -     | -     | -        | -     | -     | -     | -     | -     | -        |
| 2023  | オリックス | 6     | 36    | 3     | 0     | 1     | 1.000    | 12    | 21    | 26    | 2     | 4     | .959     | -     | -     | -     | -     | -     | -        | -     | -     | -     | -     | -     | -        |
| 2024  | オリックス | 58    | 296   | 19    | 1     | 24    | .997     | 54    | 88    | 116   | 5     | 24    | .976     | 3     | 2     | 5     | 1     | 0     | .875     | -     | -     | -     | -     | -     | -        |
| 通算  | 通算       | 72    | 354   | 24    | 1     | 28    | .997     | 140   | 234   | 350   | 13    | 73    | .978     | 16    | 6     | 16    | 3     | 2     | .880     | 13    | 14    | 21    | 1     | 4     | .972     |

- 2024年度シーズン終了時

### 表彰
- 月間MVP：1回（打者部門：2025年3・4月[50])

### 記録
初記録
- 初出場・初先発出場：2019年9月14日、対東北楽天ゴールデンイーグルス23回戦（京セラドーム大阪）、8番・遊撃手で先発出場
- 初打席：同上、2回裏に辛島航から四球
- 初安打・初本塁打・初打点：2020年7月16日、対福岡ソフトバンクホークス3回戦（京セラドーム大阪）、3回裏にリック・バンデンハークから中越ソロ ※21世紀生まれとしてはNPB初本塁打
- 初盗塁：2021年4月1日、対福岡ソフトバンクホークス3回戦（京セラドーム大阪）、1回裏に二盗（投手：武田翔太、捕手：甲斐拓也）

日本シリーズでの記録
- 先頭打者本塁打：2022年10月30日、対東京ヤクルトスワローズ第7戦（明治神宮野球場）、1回表にサイ・スニードから中越ソロ ※史上13人目、初球での先頭打者本塁打は史上初、球団での日本シリーズ先頭打者本塁打は1978年の福本豊以来44年ぶり2人目、21歳8か月での記録は日本シリーズ史上最年少[注 1][51]

### 登場曲
- 「ドリームキャッチャー」ベリーグッドマン（2019年 - ）
- 「ワイルド アット ハート」嵐（2022年-2023年）
- 「Troublemaker」嵐（2024年-）

### 背番号
- 31（2019年 - ）